# Kurki (district Olsztyn)
Kurki (Duits: Kurken) is een dorp in de Poolse woiwodschap Ermland-Mazurië. De plaats maakt deel uit van de gemeente Olsztynek. Het dorp telde 82 inwoners in 2011 en ligt aan de rivier Lyna en het meer Kięrnoz Wielki.

## Geografie
Kurki ligt in het westen van het Mazurisch Merenplateau, een morenegebied dat deel uitmaakt van de Baltische Landrug. Karakteristiek voor dit gebied zijn de talrijke meren, rivieren en zowel naald- als loofbomen.

## Geschiedenis
Het dorp werd gesticht in het voormalige gebied Galinden en waarschijnlijk in de plaats waar de Pruisische godin van de vruchtbaarheid Kurko (Curch) werd vereerd. In 1341 was er in Kurken  een vergadering van de Grootmeester van de Duitse Orde Dietrich von Altenburg burgemeester van nationale bisdom Ermland om de zuidelijke grens van Ermland (en de landen die behoren tot het bisdom) te bepalen. In 1753 werd een Barokke kerk gebouwd, die in 1906 werd gerenoveerd. Voor 1855 viel de kerk onder de parochie Żelaźno, waar in 1944 ca 1500 mensen deel van uitmaakten. Aan het begin van de negentiende eeuw werd een dorpsschool opgericht. In 1939 telde het dorp 120 inwoners. Op dat moment was er in het het dorp een school, een winkel, een boswachter, een herberg, een protestantse kerk en een politiebureau. In 1945 werd De school verbrand.
In 1958 verbleef Karol Wojtyla, de latere Paus Johannes Paulus II in Kurki om te kajakken. Op verzoek van kardinaal Stefan Wyszynski droeg hij een aantal zakken melk in de auto reisde ermee naar Warschau. Enkele jaren later, inmiddels hulpbisschop in Krakau, keerde hij terug om verder te gaan kanoën. In 2005 waren er in het dorp 70 bewoners, een winkel, een postkantoor, een kerk, twee boswachters, en een kleine paardenboerderij. In 2012. In het dorp had 78 bewoners.

## Verkeer en vervoer
Het dorp wordt ontsloten door de regionale weg 58. Deze verbindt Olsztynek met Szczytno en Pisz.

## Sport en recreatie
- Door deze plaats loopt de Europese wandelroute E11. De E11 loopt van Den Haag naar het oosten, op dit moment de grens Polen/Litouwen. Ter plaatse komt de route van het zuiden van Brzeźno Łyńskie, en vervolgt noordwaarts naar Ruś.